# Alibunar (općina)
Općina Alibunar je jedna od općina u Republici Srbiji. Nalazi se u AP Vojvodini i spada u Južnobanatski okrug. Po podacima iz 2004. općina zauzima površinu od 602 km² (od čega na poljoprivrednu površinu otpada 51.531 ha, a na šumsku 1.923 ha).
Centar općine je grad Alibunar. Općina Alibunar se sastoji od 10 naselja. Po podacima iz 2002. godine u općini je živjelo 22.954 stanovnika, a prirodni priraštaj je iznosio -8,1 %. Po podacima iz 2004. broj zaposlenih u općini iznosi 3.989 ljudi. U općini se nalazi 11 osnovnih i 1 srednja škola.

## Naselja u općini Alibunar
- Alibunar
- Banatski Karlovac
- Vladimirovac
- Devojački Bunar
- Dobrica
- Ilandža
- Janošik
- Lokve
- Nikolinci
- Novi Kozjak
- Seleuš

## Etnička struktura
- Srbi - 13.680 (59,59%)
- Rumunji - 6.076 (26,47%)
- Slovaci - 1.195 (5,2%)
- Romi - 657 (2,86%)
- Mađari - 309 (1,34%)

Alibunar, Banatski Karlovac, Vladimirovac, Dobrica, Ilandža i Novi Kozjak imaju većinsko srpsko stanovništvo, Jarošik ima većinsko slovačko, Lokve i Nikolinci imaju rumunjsko a Seleuš ima relativnu rumunjsku većinu.